# Миргородська волость
Миргородська волость — адміністративно-територіальна одиниця Миргородського повіту Полтавської губернії з центром у місті Миргород.
Старшинами волості були:
- 1900 року козак Омелян Данилович Хімочка[1];
- 1904 року козак Василь Васильович Рябун[2];
- 1913 року Борис Дмитрович Шелюг[3];
- 1915 року Петро Кирилович Кумченко[4].